# Intrusul (Star Trek: Seria originală)
Intrusul (Turnabout Intruder) este al 24-lea episod și ultimul din sezonul al III-lea al serialului original Star Trek. A avut premiera la 3 iunie 1969.

## Prezentare
Conștiința lui Kirk devine prizonieră în corpul unei femei, hotărâtă să-l ucidă și să-i ia locul în timp ce se află în corpul lui.

## Vezi și
- 1969 în științifico-fantastic